# Karangwaru (Tulungagung)
Karangwaru is een bestuurslaag in het regentschap Tulungagung van de provincie Oost-Java, Indonesië. Karangwaru telt 5290 inwoners (volkstelling 2010).